# 蒙特鲁维奥德拉塞雷纳
蒙特鲁维奥德拉塞雷纳，是西班牙埃斯特雷马杜拉巴达霍斯省的一个市镇。总面积315平方公里，总人口2969人（2001年），人口密度9人/平方公里。